# Bacopa caroliniana
Bacopa caroliniana er en flerårig, urteagtig plante, der vokser på lavt vand, men med toppen hævet fri af vandfladen. Den er meget brugt som akvarieplante i opvarmede ferskvandsakvarier.

## Beskrivelse
Bacopa caroliniana har en krybende til opstigende og med tiden fladedækkende vækst. Stænglerne er meget skøre, runde i tværsnit og hårløse modsat stillede blade. Bladene er hele og tykke, bredt lancetformede og svagt sukkulente med hel rand. Begge bladsider er lysegrønne, men ved kraftig belysning bliver oversiden rødtonet. 
Blomstringen sker i juni-august, hvor man kan finde blomsterne siddende i bladhjørnerne. De er 5-tallige og svagt uregelmæssige (kun ét symmetriplan) med lyseblå kronblade. 
Rodsystemet består af hvide, trævlede rødder. Stængler, der kommer i vedvarende kontakt med bundlaget, danner rødder fra bladhjørnerne. 
Højde x bredde og årlig tilvækst: 0,50 x 0,25 m (50 x 25 cm/år), heri ikke medregnet rodslående skud. 

## Hjemsted
Arten er udbredt i det sydøstlige og sydlige USA, hvor den findes i lavvandede og delvist udtørrende moser (f.eks. the Everglades i Florida). Den er tilpasset livet i lavt ferskvand, men tåler både surt vand og brakvand. Desuden formår den at vokse på tørt land, når blot joren er vedvarende fugtig. 
arten vokser i sumpene i det sydlige Florida, hvor der opstår naturlige brande hvert 2. til 15. år, sådan at trævækst bliver hæmmet, sammen med bl.a. carolinsk azolla, Cladium jamaicense (en art af avneknippe), Eleocharis cellulosa (en art af sumpstrå), Ipomoea sagittata (en art af pragtsnerle), Nymphoides cristata (en art af søblad), præriehirse, Rhynchospora tracyi (en art af næbfrø) og skruevallisneria

## Anvendelse
Arten bruges meget som en fordringsløs akvarieplante i opvarmede ferskvandsakvarier, hvor man tilmed kan opleve, at den sætter blomster dels på skud, som hæver sig over vandet og dels på nedsænkede skud.

## Duft
Alle grønne dele af planten dufter af citron, når de bliver knust.

## Note
1. ↑  South Florida Water Management District: Pre-Development Vegetation Development of Southern Florida (engelsk)